# Teosinte
Teosinte er det fælles navn for en række underarter til Majs. Det er græsser, som alle stammer fra Mellemamerika, hvor mindst én af dem har været brugt som udgangspunkt for det krydsnings- og udvælgelsesarbejde, der førte frem til de dyrkede former af majs. Skønt teosinte ikke ligner majs synderligt meget, har lokalbefolkningen i Guatemala og Mexico bevaret en viden om dette forhold, der kommer til udtryk i tilnavnet "majsens mor".
Det drejer sig om underarterne:
- - Zea mays ssp. huehuetenangensis
  - Zea mays ssp. mexicana
  - Zea mays ssp. parviglumis

Af disse anses den sidstnævnte, underarten Z. m. parviglumis, for et være den mest direkte urform for majs.